# Valjevo
Valjevo (en serbe en écriture cyrillique : Ваљевo) est une ville de Serbie située dans le district de Kolubara. Au recensement de 2011, la ville intra muros comptait 58 184 habitants et sa zone métropolitaine, appelée ville de Valjevo (Град Ваљево et Grad Valjevo), 90 301.
Valjevo est le centre administratif du district de Kolubara.

## Géographie
La ville de Valjevo est située à 100 km au sud-ouest de Belgrade, au confluent des rivières Jablanica et Obnica, qui se rejoignent pour donner naissance à la rivière Kolubara qui sépare la ville en deux parties. Valjevo se trouve également à 68 km au sud de Šabac, le centre administratif du district de Mačva. Osečina et Loznica sont respectivement situées à 33 et à 75 km au nord-ouest de la ville, tandis que Lajkovac et Lazarevac se trouvent à une trentaine de kilomètres au nord-est, cette dernière localité appartenant déjà au district de Belgrade. À 68 km au sud se trouve la ville de Požega, dans le district de Zlatibor.
Les monts de Valjevo, qui constituent une avancée extrême orientale des Alpes dinariques, entourent la ville. Les monts Povlen et Maljen, au sud, s'élèvent respectivement à 1 347 et 1 103 m d'altitude. À l'ouest s'entendent les monts Radevina et, au nord, ceux de Vlašić. La grotte de Petnica, qui est également un site archéologique, est située à 7 km de Valjevo.
Outre la Kolubara, la municipalité est traversée par les rivières Ljubostinja et Gradac.

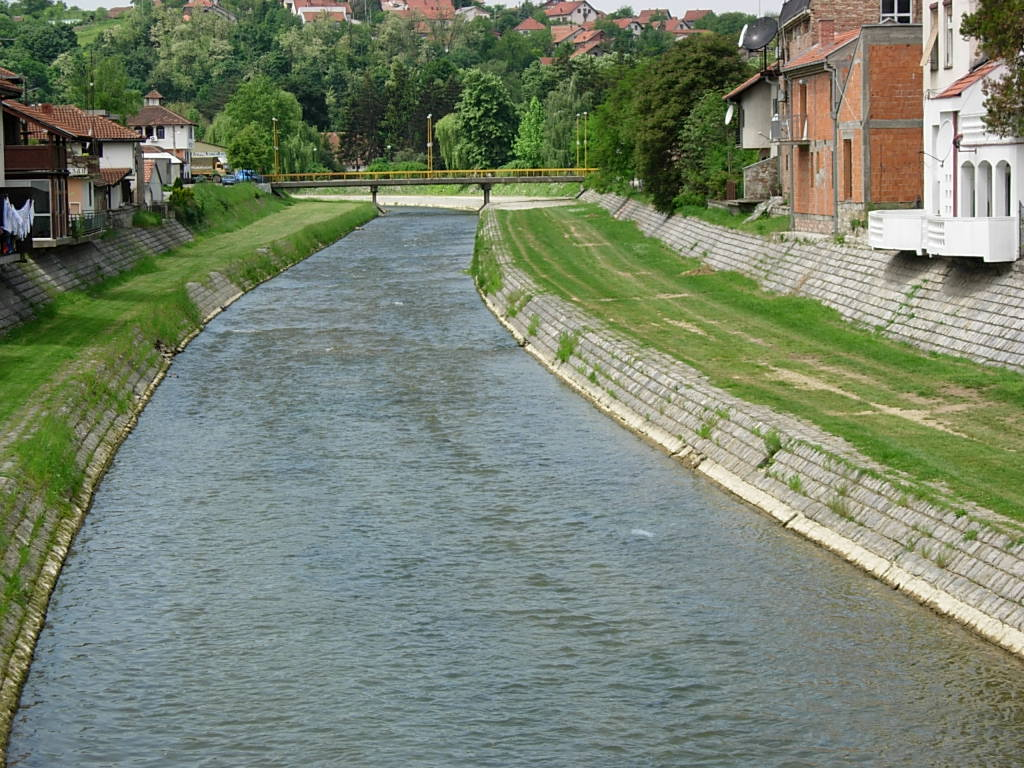
La Kolubara à Valjevo
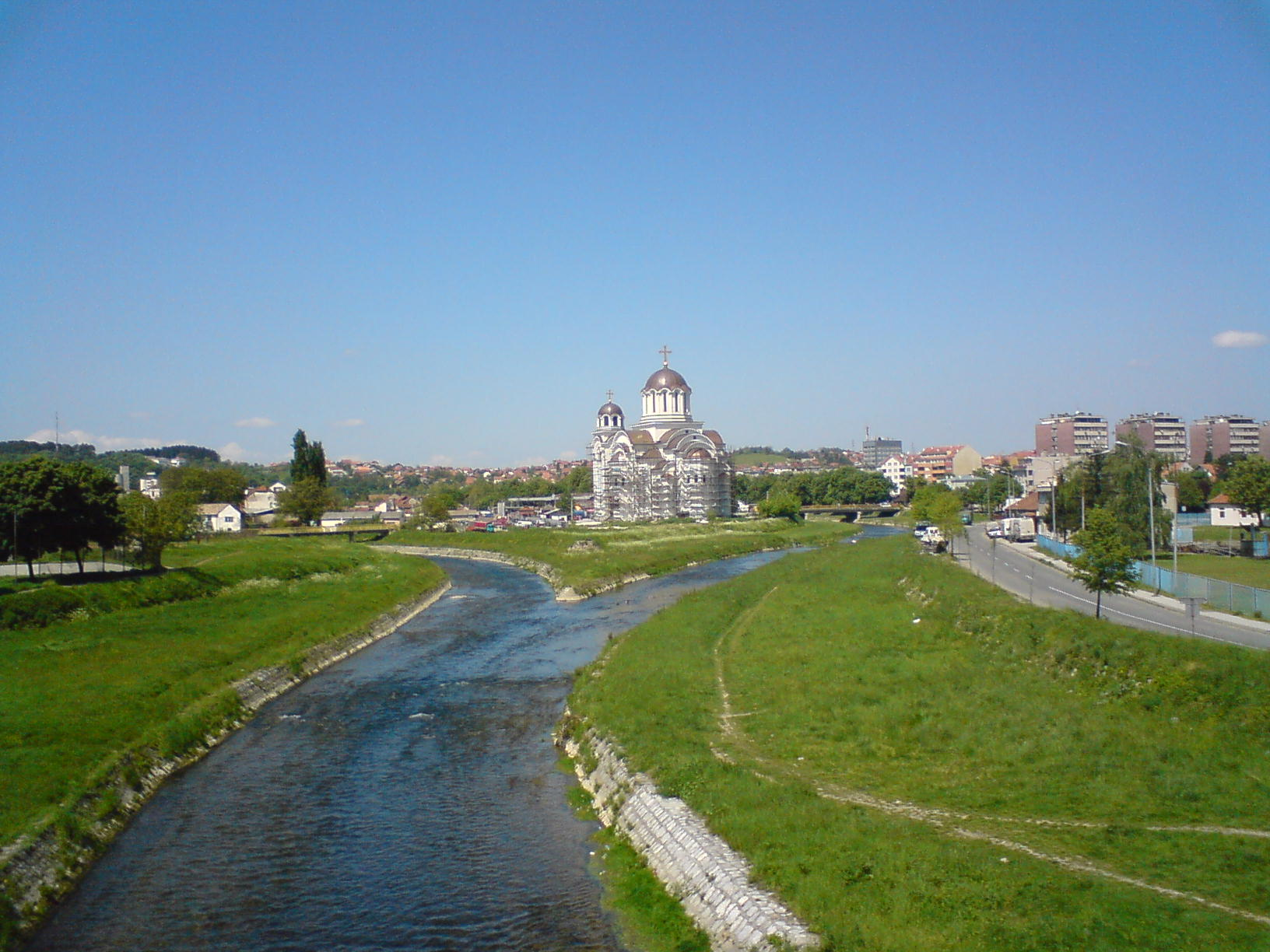
Le confluent du Gradac et de la Kolubara
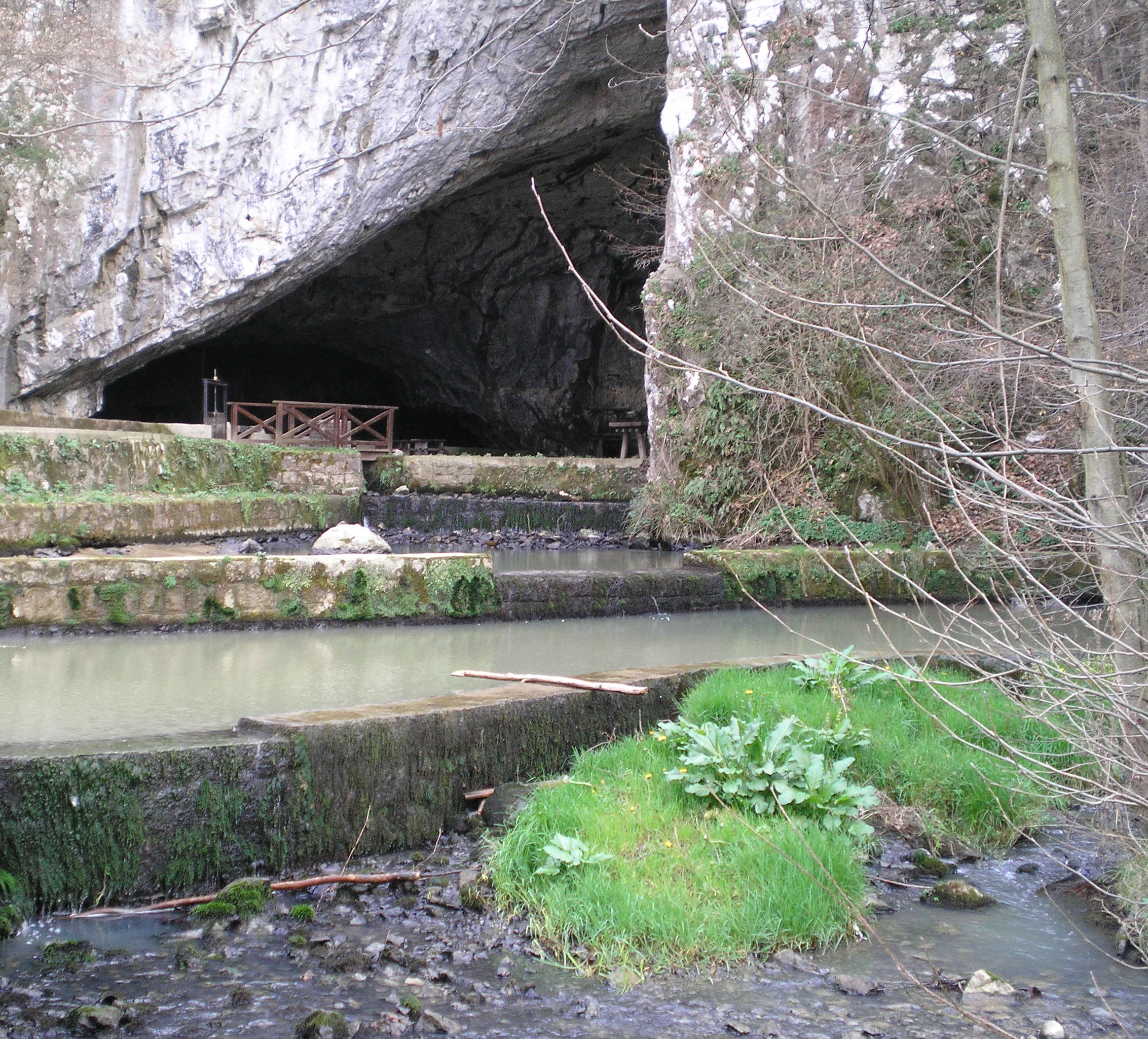
La grotte de Petnica
- Valjevo Time-tours

### Climat
Depuis 1896, le climat de Valjevo est observé par la station météorologique de Valjevo, située à 176 m d'altitude, coordonnées 44° 19′ N, 19° 55′ E. La région de Valjevo jouit d'un climat continental tempéré, avec une température moyenne annuelle qui s'élevait à 10,9 °C pour la période 1961-1990. La température la plus basse jamais enregistrée à la station a été de −29,6 °C, le 6 janvier 1947, et la température la plus élevée a été de 42,5 °C, le 22 juillet 1939.
Pour la même période, la moyenne annuelle des précipitations était de 782,2 mm. Le jour le plus pluvieux fut le 23 octobre 2003, avec 94,7 mm enregistrés en une seule journée.
| Mois                                       | Janv | Fév  | Mars | Avr  | Mai  | Juin  | Juil | Août | Sept | Oct  | Nov  | Déc  | Année |
| ------------------------------------------ | ---- | ---- | ---- | ---- | ---- | ----- | ---- | ---- | ---- | ---- | ---- | ---- | ----- |
| Températures maximales moyennes (°C)       | 4,2  | 7,0  | 12,2 | 17,3 | 22,0 | 24,9  | 26,9 | 27,0 | 23,7 | 18,3 | 11,6 | 5,7  | 16,7  |
| Températures moyennes (°C)                 | -0,4 | 2,0  | 6,3  | 11,1 | 16,0 | 19,1  | 20,8 | 20,2 | 16,5 | 11,2 | 6,1  | 1,5  | 10,9  |
| Températures minimales moyennes (°C)       | -4,4 | -2,0 | 1,0  | 5,4  | 9,9  | 13,1  | 14,6 | 14,0 | 10,5 | 5,7  | 1,7  | -2,3 | 5,6   |
| Moyennes mensuelles de précipitations (mm) | 50,4 | 46,2 | 54,2 | 63,5 | 88,1 | 108,3 | 76,7 | 67,9 | 59,6 | 48,3 | 59,6 | 59,4 | 782,2 |

### Voies de communication et transports
Du nord au sud, Valjevo est traversée par la route nationale 21, en provenance de Novi Sad et de Ruma, dans la province de Voïvodine, ainsi que de Šabac et qui, au-delà de la ville, se prolonge en direction d'Užice ; elle est également traversée par la nationale 4 qui vient de Belgrade par l'est et continue vers l'ouest en direction de Loznica.
Valjevo se trouve également sur la ligne ferroviaire Belgrade-Bar.

## Localités de la municipalité de Valjevo

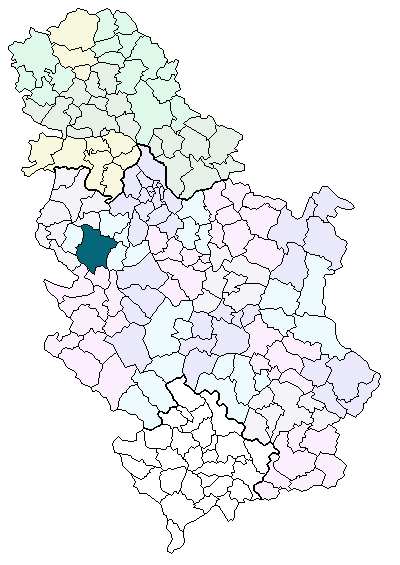
Localisation de la municipalité de Valjevo en Serbie

La municipalité de Valjevo compte 78 localités :
| - Babina Luka - Balinović - Bačevci - Belić - Beloševac - Beomužević - Blizonje - Bobova - Bogatić - Brangović - Brankovina - Brezovice - Bujačić | - Valjevo - Veselinovac - Vlaščić - Vragočanica - Vujinovača - Gola Glava - Gorić - Gornja Bukovica - Gornja Grabovica - Gornje Leskovice - Degurić - Divci - Divčibare | - Donja Bukovica - Donje Leskovice - Dračić - Dupljaj - Žabari - Zabrdica - Zarube - Zlatarić - Jazovik - Jasenica - Jovanja - Joševa - Kamenica | - Klanica - Klinci - Kovačice - Kozličić - Kotešica - Kunice - Lelić - Loznica - Lukavac - Majinović - Mijači - Miličinica - Mrčić | - Oglađenovac - Osladić - Paklje - Paune - Petnica - Popučke - Prijezdić - Pričević - Rabas - Ravnje - Rađevo Selo - Rebelj - Rovni | - Sandalj - Sedlari - Sitarice - Sovač - Stanina Reka - Stapar - Strmna Gora - Stubo - Suvodanje - Sušica - Taor - Tubravić - Tupanci |

Depuis la loi sur l'organisation territoriale de la répbulique de Serbie, votée le 28 décembre 2007, Valjevo fait officiellement partie des 24 « villes » (au singulier : Град / Grad ; au pluriel : Градови / Gradovi) de Serbie. Toutes les autres localités sont considérées comme des « villages » (село/selo).

## Toponymie
Le nom de la ville de Valjevo vient sans doute du nom propre Valj. Ce nom, décliné au génitif en serbe, est la forme slave de nombreux noms latins : Valko, Valli, Valius et Valentinus.

## Histoire

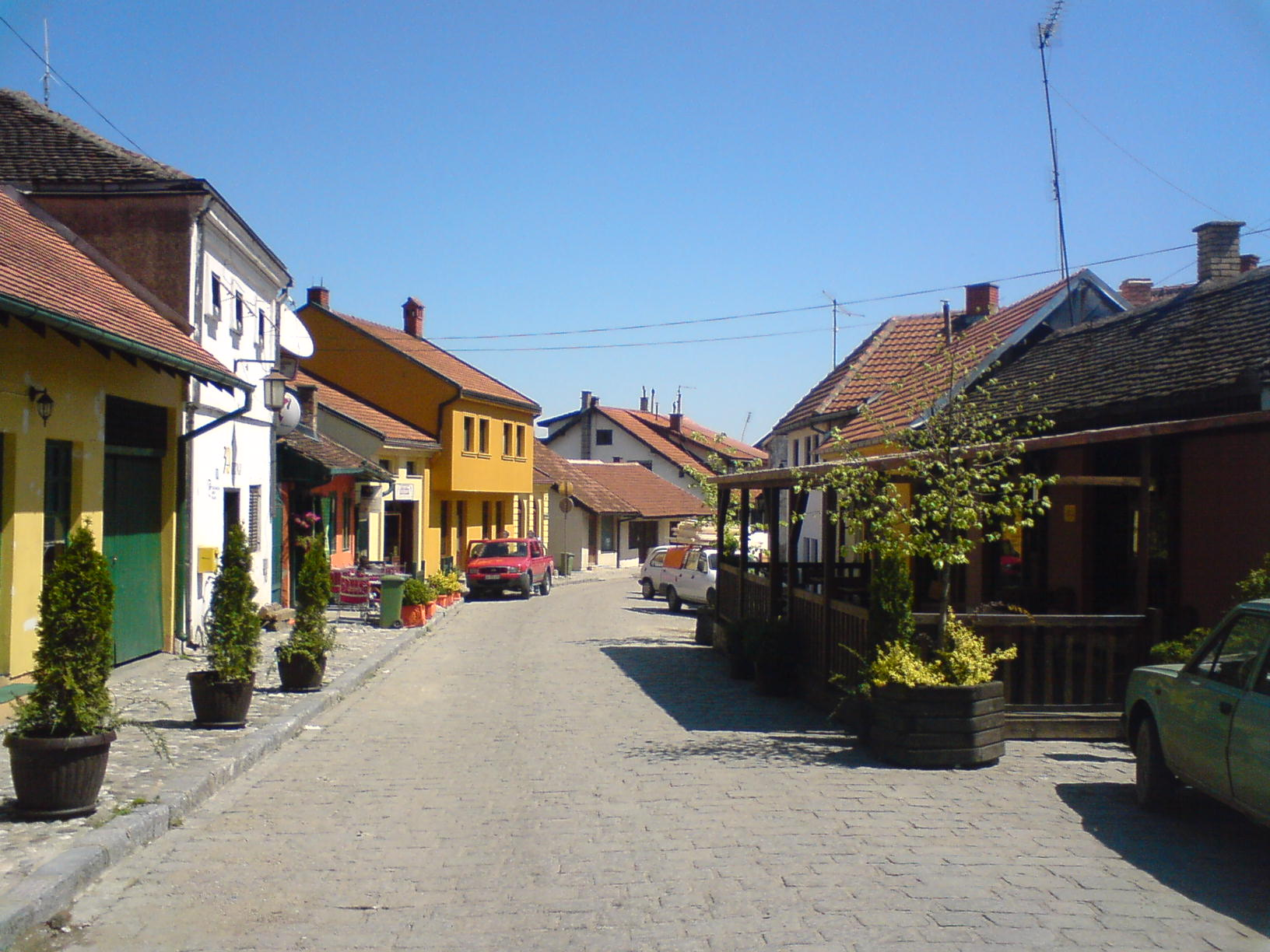
L'ancien bazar turc de Tešnjar
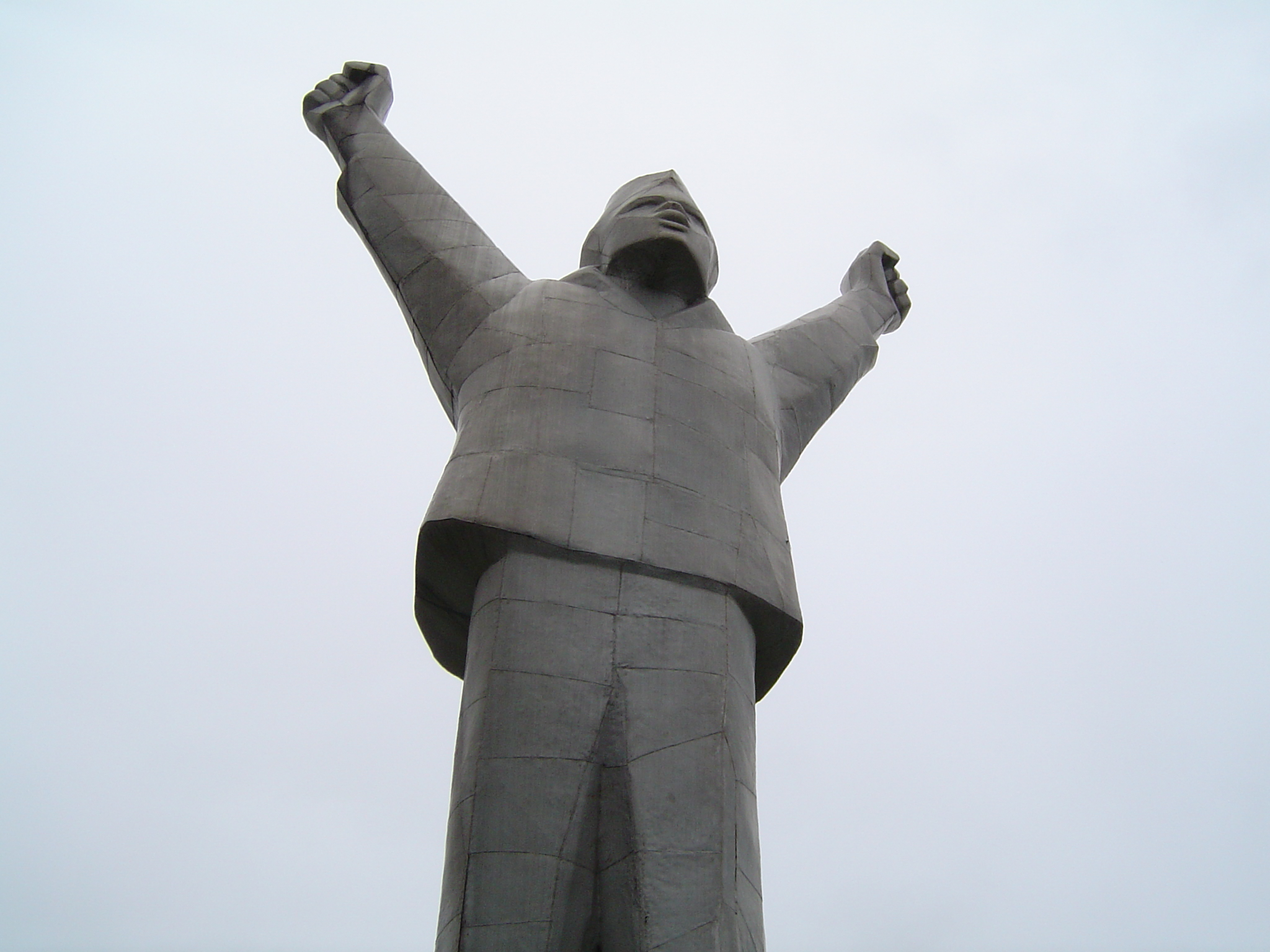
Hommage à Stjepan Filipović
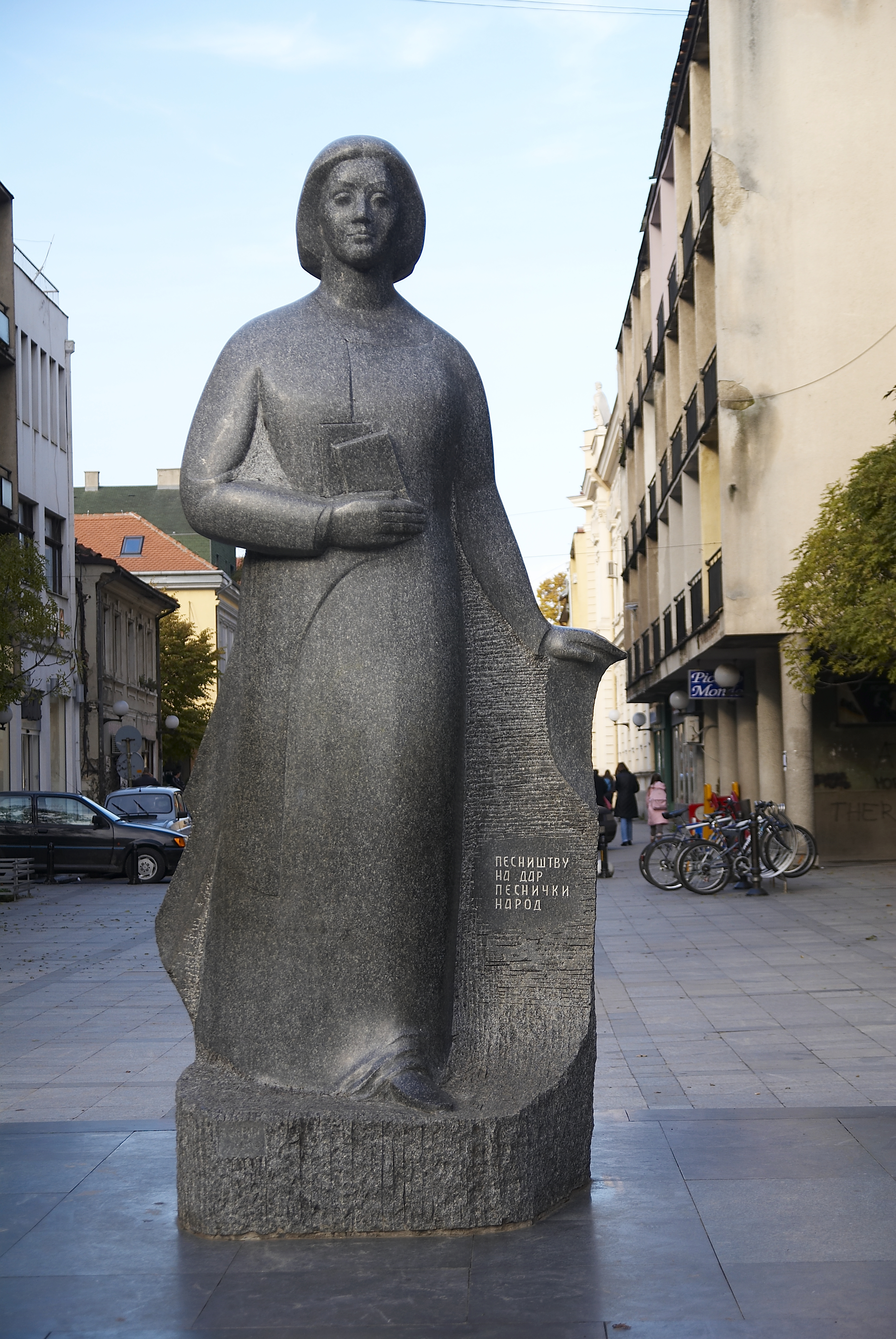
Hommage à Desanka Maksimovic
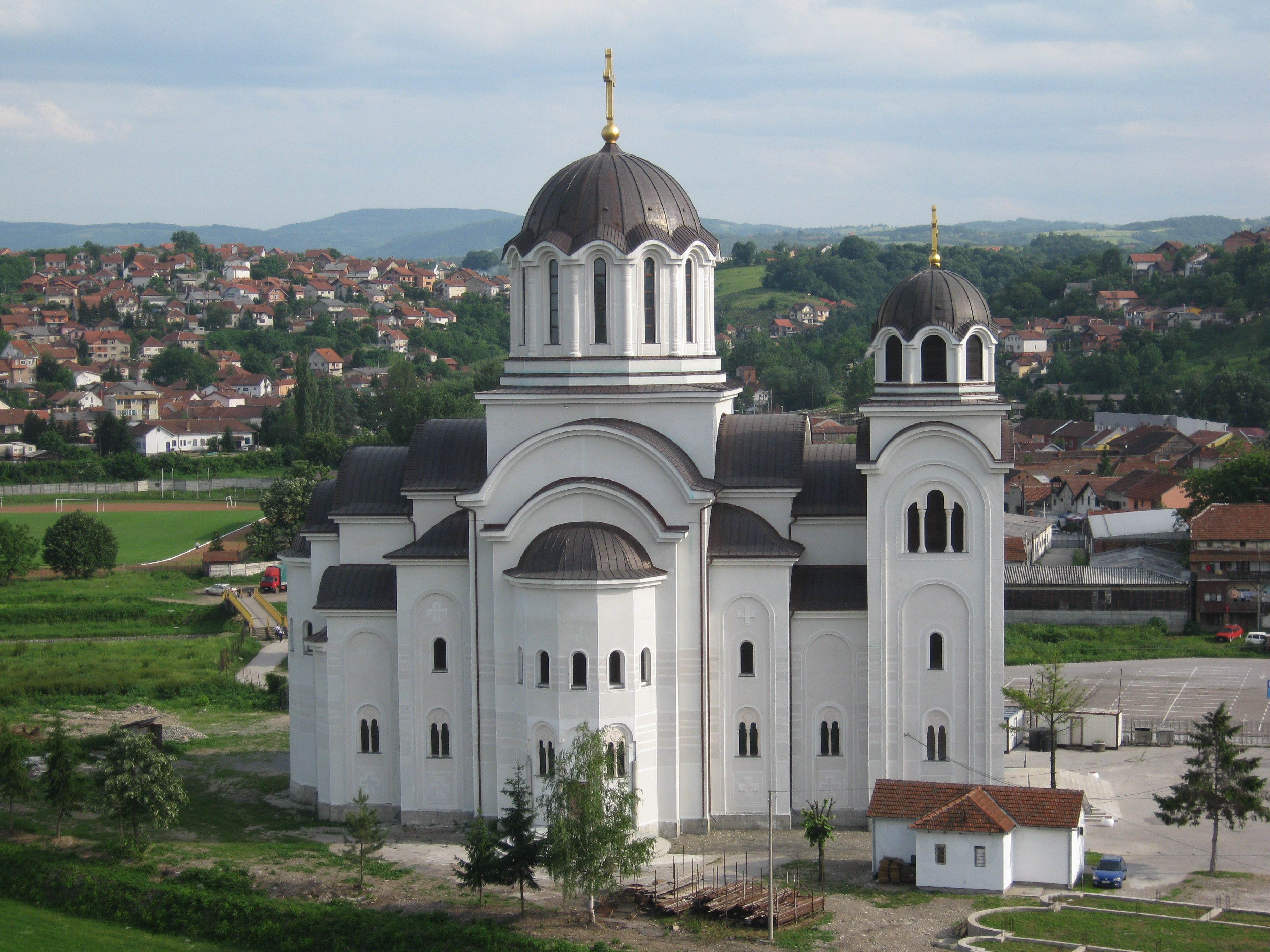
Église de la Résurrection du Seigneur

Les plus anciennes traces de présence humaine dans la région de Valjevo remontent au Paléolithique, comme en témoignent les découvertes effectuées par les archéologues dans la grotte de Petnica.
Parmi les documents mentionnant l'existence de la ville, le plus ancien a été découvert dans les archives de Dubrovnik et remonte à 1393. De fait, la ville médiévale de Valjevo s'est progressivement formée au carrefour de routes fréquentées par les marchands de Dubrovnik. Valjevo est encore mentionné en 1660 dans les récits de voyages de Evliya Çelebi, dans ceux de Felix Kaniz (1860 et 1888) et encore ceux de Hans Vogel, en 1913.
Au centre-ville, sur la rive droite de la Kolubara, se trouve l'ancien bazar turc de Tešnjar, qui date du XVIIe siècle mais qui a gardé son apparence du XIXe siècle. Le plus ancien bâtiment de la ville date de l'occupation ottomane et remonte au XVIIIe siècle ; Aleksa Nenadović et Ilija Birčanin y furent emprisonnés avant leur exécution en février 1804. Ce Massacre des Princes (en serbe : Сеча кнезова et Seča knezova) a provoqué la première révolte serbe contre les Turcs. Aujourd'hui, l'édifice est devenu un musée consacré à la Première et à la seconde révolte serbe contre les Turcs. La tour de Nenadović, qui date de 1813, domine le centre-ville ; elle a servi de poudrière et a été reconstruite en 1836 par le prince Miloš Obrenović.
Valjevo a été pris deux fois par les Austro-hongrois lors de la Première Guerre mondiale, une première fois à la suite de la bataille de la Kolubara en 1915 et une seconde fois en 1916. La ville fut libérée par l'Armée serbe en 1918. Pendant la guerre, la ville essuya de nombreuses pertes humaines, notamment à la suite de l'épidémie de dysenterie qui se propagea dans toute la Serbie. C'est à cette époque qu'un hôpital militaire fut installé dans la cité. Il a à noter que le voïvode Živojin Mišić, un des héros de cette guerre, est né au village de Struganik, près de Valjevo.
Près de la ville se trouve le village de Ravna Gora, où les royalistes tchetniks se sont soulevés contre les nazis, peu après leur conquête du royaume de Yougoslavie, en avril 1941. Le partisan croate Stevan Filipović a été pendu à Valjevo en 1942 ; un monument a été élevé en son honneur dans la ville.
En 1999, pendant les bombardements de la Serbie par l'OTAN, la ville de Valjevo a été endommagée. L'usine Krušik, qui fabriquait des munitions et des armes, était particulièrement visée. Les ouvriers, pour préserver leurs machines, les abritèrent dans les villages voisins, où la production put se poursuivre sans interruption.

## Politique et administration

### Élections locales de 2004
À la suite des élections locales serbes de 2004, les 51 sièges de l'Assemblée municipale se répartissaient de la manière suivante :
| Parti                        | Sièges |
| ---------------------------- | ------ |
| Parti démocratique           | 9      |
| Nouvelle Serbie              | 9      |
| Parti socialiste de Serbie   | 6      |
| Mouvement serbe du renouveau | 6      |
| Parti démocratique de Serbie | 6      |
| Parti radical serbe          | 5      |
| Parti socialiste populaire   | 4      |
| Mouvement Force de la Serbie | 3      |
| Libéraux de Serbie           | 3      |

Jovan Tomić, membre du parti Nouvelle Serbie de Velimir Ilić, a été élu président (maire) de la municipalité de Valjevo.

### Élections locales de 2008
À la suite des élections locales serbes de 2008, les 51 sièges de l'Assemblée municipale se répartissaient de la manière suivante :
| Parti                        | Sièges |
| ---------------------------- | ------ |
| Parti démocratique           | 15     |
| Parti radical serbe          | 10     |
| Parti socialiste de Serbie   | 6      |
| Mouvement pour Valjevo       | 5      |
| Parti démocratique de Serbie | 4      |
| Nouvelle Serbie              | 3      |
| Pour un Valjevo européen     | 3      |
| Parti socialiste populaire   | 3      |
| Victoire pour Valjevo        | 2      |

Zoran Jakovljević, membre du Parti démocratique du président Boris Tadić, a été élu maire (gradonačelnik) de la ville de Valjevo.

### Élections locales de 2012
À la suite des élections locales serbes de 2012, les 51 sièges de l'Assemblée municipale se répartissaient de la manière suivante :
| Parti | Sièges |
| --- | ------ |
| Parti socialiste de Serbie, Parti des retraités unis de Serbie, Serbie unie, Parti social-démocrate de Serbie | 11     |
| Donnons de l'élan à Valjevo (Parti progressiste serbe, Nouvelle Serbie, Mouvement Force de la Serbie...)      | 11     |
| Parti démocratique                                                                                            | 9      |
| Liste « Victoire »                                                                                            | 8      |
| Preokret | 3      |
| Régions unies de Serbie                                                                                       | 3      |
| Mouvement pour Valjevo                                                                                        | 3      |
| Parti démocratique de Serbie                                                                                  | 3      |

### Jumelages
Valjevo est jumelée avec les villes suivantes :
- Prievidza (Slovaquie)
- Pfaffenhofen (Allemagne)
- Sittard (Pays-Bas)

## Démographie

### Valjevointra muros

#### Évolution historique de la population
| 1948   | 1953   | 1961   | 1971   | 1981   | 1991   | 2002   | 2011   |
| ------ | ------ | ------ | ------ | ------ | ------ | ------ | ------ |
| 15 830 | 21 165 | 28 461 | 39 786 | 50 114 | 59 016 | 61 035 | 58 184 |

## Économie
L'économie de Vajevo se caractérise par un grand nombre de petites sociétés privées travaillant dans le domaine de la métallurgie, de l'agroalimentaire et, dans une moindre mesure, de l'industrie textile.
La société Preduzeće za puteve Valjevo travaille dans le domaine de la construction de routes et de ponts, ; le secteur de la construction est encore représenté par les sociétés Jablanica et Standard. Dans le secteur de la métallurgie, on peut citer les entreprises Industromont, Gradac et  
Mašinoservis. L'industrie manufacturière est aussi présente dans la ville avec Inos-Balkan et Novi Elind, qui produit des machines et de l'outillage. Napred travaille dans le secteur de la cellulose et du papier. Rudnik nemetala, dans le secteur des mines et de l'énergie, a été rachetée par la société bulgare Kaolin en 2008.
Minsa est une entreprise du domaine textile ; cette activité est également celle de la société VIK. La société Sloga travaille dans le secteur de l'hôtellerie et de la restauration. Valjevo est également le siège de la brasserie Valjevska pivara.
Toutes ces entreprises sont des sociétés par actions cotées à la Bourse de Belgrade.

## Culture locale et patrimoine
L'institution culturelle la plus importante de Valjevo est le Musée national, dont dépendent également le Musée de la Première et de la Seconde révolte serbe contre les Turcs à Brankovina. On peut encore citer les Archives historiques de la ville et la Bibliothèque municipale, le Centre culturel, le Centre de la jeunesse, avec la Galerie 34. En outre, Valjevo dispose de deux galeries de peintures : la Galerie moderne, qui expose les œuvres de Ljuba Popović (période 1953-1963), et le Studio international d'Art Radovan Mića Trnavac, qui expose des œuvres de peintres étrangers. La Société culturelle et artistique Abrašević propose des œuvres musicales et dramatiques. D'autres représentations théâtrales sont données par le théâtre privé Mala scena et par le Studio dramatique du Lycée de Valjevo.
Parmi les événements culturels les plus réputés de la ville, on peut signaler les Soirées de Tešnjar et le Festival YU Jazz. Des soirées littéraires sont également organisées à la Bibliothèque et chaque année, en mai, ont lieu les Conversations de Desanka, au cours desquelles la Fondation Desanka Maksimović de Brankovina attribue un prix de poésie.

### Lieux et monuments

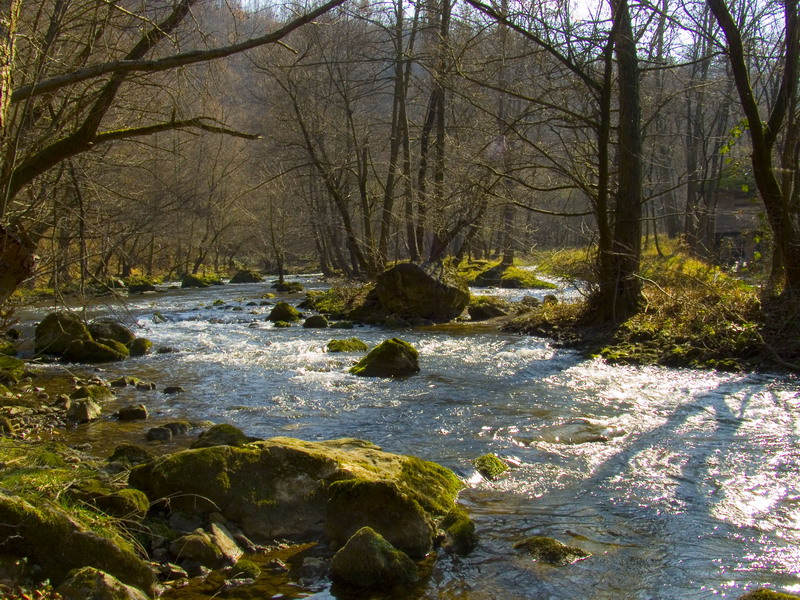
La rivière Gradac près de Valjevo

Dans les environs de la ville, se trouvent les monastères médiévaux de Ćelije, de Pustinja et celui, plus récent, de Lelić.
Le village de Brankovina, situé dans la municipalité de Valjevo, est un centre culturel et touristique réputé. Il est le berceau de la famille Nenadović, à laquelle appartiennent le prêtre Mateja Nenadović et son frère, le voïvode Jakov, qui furent tous deux chefs du Conseil qui administra la Serbie au cours de la première révolte serbe contre les Turcs. La poétesse Desanka Maksimović y a passé son enfance.
La municipalité de Valjevo offre également des possibilités aux amateurs de sites naturels. Valjevo est entouré par les monts Medvednik, Jablanik, Povlen, Maljen et Suvobor, qui offrent un environnement protégé de toute industrialisation, propice à la promenade, à la pêche et à la chasse. Les gorges de la rivière Gradac, situées à proximité de la ville, constituent une aire protégée ; les eaux de la rivière, particulièrement pures, abritent de nombreuses truites et, sur ses bords, vivent de nombreuses loutres. Ces conditions privilégiées en font un des lieux privilégiés de villégiature pour les habitants de Valjevo.
La petite ville de Divčibare, située à 28 km de Valjevo, est une station de plein air réputée. La station thermale de Vrujci, où l'on soigne les maladies rhumatismales à l'aide de bains de boue, possède un hôtel et un complexe sportif.

## Transport
- Route nationale 21 (Serbie)

## Personnalités

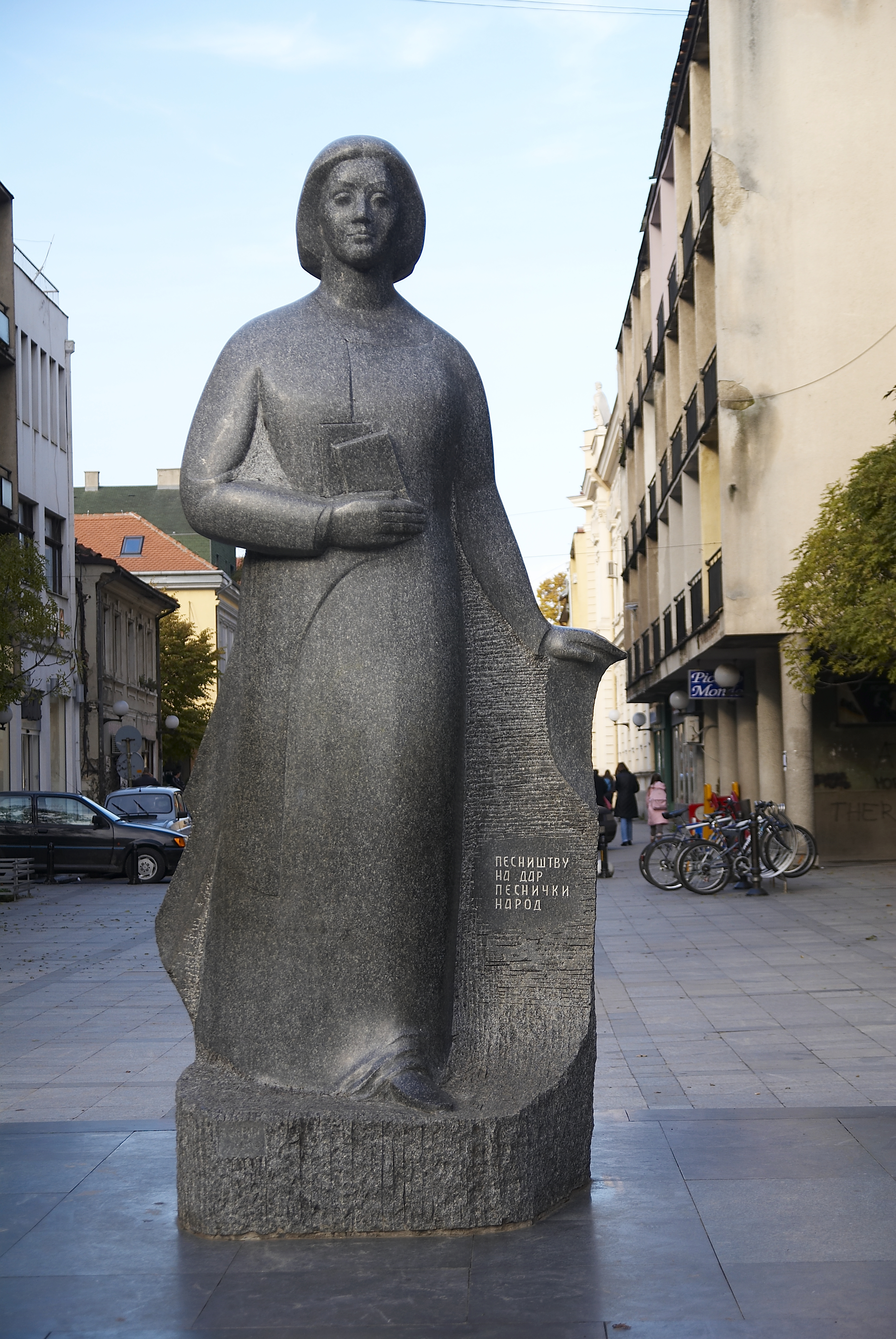
Statue de Desanka Maksimović à Valjevo

- Mateja Nenadović (1777-1854) : un des chefs de la première révolte serbe contre les Turcs ;
- Ljubomir Nenadović (1826-1895) : écrivain et homme politique, fils de Mateja Nenadović, est né à Brankovina ;
- Nadežda Petrović (1873-1915) : peintre, morte à Valjevo ;
- Borivoje Mirković (1884-1969) : militaire né à Valjevo ;
- Dragojlo Dudić (1887-1941) : agriculteur, écrivain et révolutionnaire né à Klinci, sur le territoire de Valjevo ;
- Desanka Maksimović (1898-1993) : poétesse, née près de Valjevo ;
- Miša Pantić (1904-1942) : médecin et Partisan communiste ;
- Žikica Jovanović Španac (1914-1942) : Partisan communiste ;
- Miloš Teodosić, (1987-), joueur serbe de basket-ball.
- Milorad Miskovitch (1928-) : danseur né à Valjevo ;
- Ljubisa Ranković (1973-) : footballeur né à Valjevo ;
- Darko Pivaljević (1975-), footballeur né à Valjevo ;
- Tanja Grbić (1988-) :  joueuse de volley-ball née à Valjevo ;
- Maja Savić (1993-) : joueuse de volley-ball née à Valjevo ;
- Marijana Mijanović : cantatrice née à Valjevo ;
- Borisav Burmaz (2001-) : footballeur serbe né à Valjevo.